# مؤتمر ويب

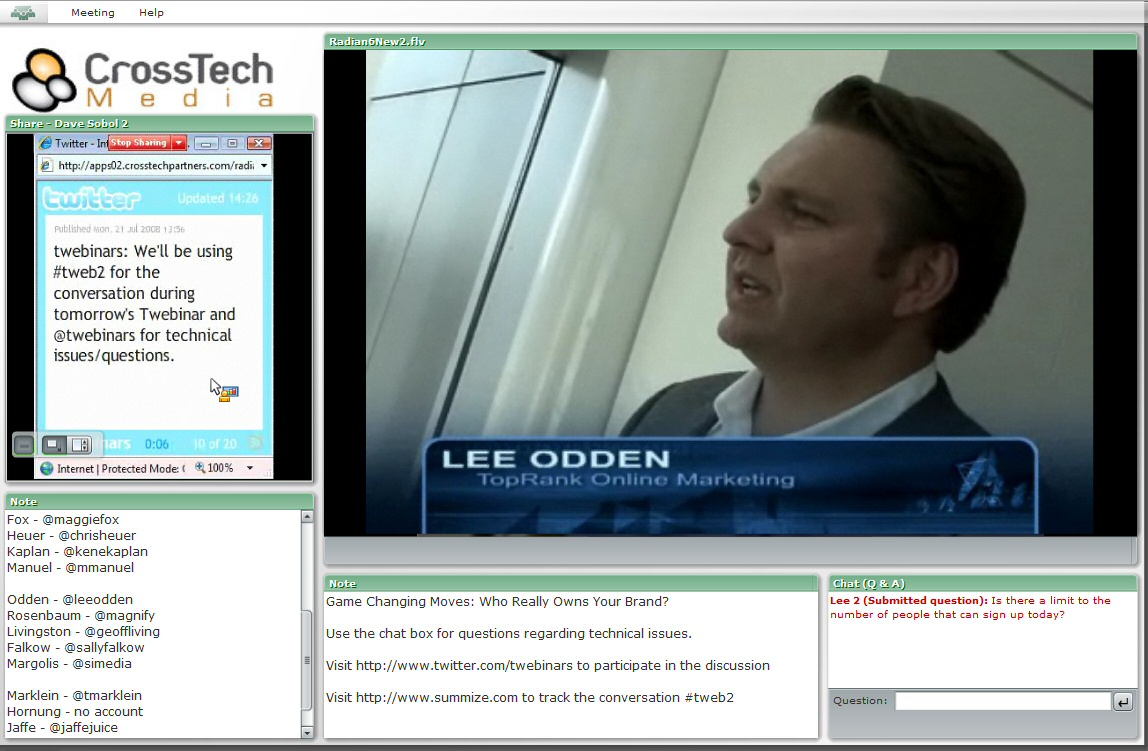
مثال لشاشة كمبيوتر مؤتمرات الويب

يمكن استخدام المصطلح مؤتمرات الويب (مؤتمرات عبر الإنترنت) كمصطلح شامل لأنواع مختلفة من الخدمات التعاونية عبر الإنترنت بما في ذلك الحلقات الدراسية على الويب («الندوات عبر الإنترنت»)، والبث عبر الإنترنت، والاجتماعات على شبكة الإنترنت على مستوى النظراء. وقد يتم استخدامه أيضًا بمعنى أضيق للإشارة فقط إلى سياق اجتماع الويب على مستوى النظراء فقط من اجل إلغاء تمييزه عن الأنواع الأخرى من الجلسات التعاونية.
المصطلحات المتعلقة بهذه التقنيات غير دقيقة، ولا يوجد أي مصدر متفق عليه أو منظمة معايير توفر المرجعية لاستخدام المصطلح.
بشكل عام، يتم عقد مؤتمرات عبر الإنترنت بفضل تقنيات الإنترنت، وخاصة على الاتصالات بتقنية TCP / IP . وقد تتيح الخدمات اتصالات في الوقت الفعلي من نقطة إلى نقطة بالإضافة إلى اتصالات البث المتعدد من مرسل واحد إلى العديد من أجهزة الاستقبال.
ويقدم خاصية تدفق البيانات من الرسائل القائمة على النصوص والصوت ودردشة الفيديو لتكون مشتركة في وقت واحد، عبر مواقع جغرافية متعددة. تتضمن تطبيقات عقد المؤتمرات عبر الويب الاجتماعات أو الأحداث التدريبية أو المحاضرات أو العروض التقديمية من كمبيوتر متصل بالإنترنت إلى أجهزة كمبيوتر أخرى متصلة بالإنترنت.

## التثبيت والتشغيل
يقوم برنامج عقد المؤتمرات عبر الإنترنت باستدعاء جميع المشاركين في اجتماع على شبكة الإنترنت، وتتضمن بعض التقنيات البرامج والوظائف التي تختلف عند كل مقدمي العروض والحضور.
قد يعمل البرنامج كتطبيق مستعرض ويب (غالبًا ما يعتمد على Adobe Flash أو Java أو WebRTC لتوفير النظام الأساسي التشغيلي).
وقد تتطلب تقنيات مؤتمرات الويب الأخرى تنزيل وتثبيت البرامج على جهاز كمبيوتر كل مشارك، والذي يتم استدعاءه كتطبيق محلي.
ويوفر العديد من موردي مؤتمرات الويب الاتصال المركزي وتوفير «منافذ» أو «مقاعد» للاجتماعات كخدمة ويب مستضافة، بينما يسمح آخرون لمضيف مؤتمر الويب بتثبيت البرنامج وتشغيله على خوادمه المحلية. يسمح خيار التثبيت الآخر من بعض البائعين باستخدام جهاز كمبيوتر خاص مثبت في الموقع الفعلي للشركة المضيفة.

## أصول الكلمات
مصطلح «الويبينار» هو لفظ منحوت من كلمة شبكة الإنترنت Web وكلمة ندوة Seminar ، وهذا يعني العرض، محاضرة، أو ورشة عمل التي يتم إرسالها من خلال شبكة الإنترنت. تمت مهاجمة المصطلح بسبب البناء غير المناسب،  لأن المقطع "inar" ليس جذرًا صالحًا.
و تم إدراج الويبينار في قائمة ليكوود يونيفيرسيتي 2008 للكلمات المنبوذة،  لكنه تم تضمينه في قاموس ميريام وبستر في نفس العام.
مصطلح «ويب كاست» مستمد أصلا من البث الإذاعي أو البث التلفزيوني.
في وقت مبكر كان الاستخدام المشار بمعنى انتقال واستهلاك تدفق الصوت والفيديو عبر شبكة ويب العالمية.
ثم مع مرور الوقت، بث أضاف بائعي برامج الويب كاست العديد من القدرات الوظيفية الموجودة في برامج الويبينار.

## المميزات
تشمل الميزات النموذجية الأخرى لمؤتمر الويب ما يلي:
- العروض التقديمية لعرض الشرائح - حيث يتم عرض الصور على الجمهور وأدوات الترميز ومؤشر ماوس بعيد يُستخدم لإشراك الجمهور أثناء مناقشة مقدم العرض لمحتوى الشريحة.
- فيديو مباشر أو بث حي - حيث يتم دفع كاميرا الويب كاملة الحركة أو كاميرا الفيديو الرقمية أو ملفات الوسائط المتعددة إلى الجمهور.
- الاتصال الصوتي عبر الإنترنت (VoIP) - اتصال صوتي في الوقت الفعلي عبر الكمبيوتر عن طريق استخدام سماعات الرأس ومكبرات الصوت.
- جولات على الويب - حيث يمكن دفع عناوين URL والبيانات من النماذج وملفات تعريف الارتباط والبرامج النصية وبيانات الجلسة إلى المشاركين الآخرين مما يتيح لهم دفعهم من خلال عمليات تسجيل الدخول عبر الويب والنقرات وما إلى ذلك. يعمل هذا النوع من الميزات بشكل جيد عند إظهار مواقع الويب التي يعمل فيها المستخدمون أنفسهم يمكن أن تشارك أيضا.
- تسجيل الاجتماع - حيث يتم تسجيل نشاط العرض التقديمي على جانب العميل أو جانب الخادم للعرض و / أو التوزيع لاحقًا.
- لوحة بيضاء مع تعليق توضيحي (السماح للمقدّم و / أو الحاضرين بتمييز العناصر أو تمييزها على عرض الشرائح. أو، ببساطة، قم بتدوين ملاحظات على لوحة بيضاء فارغة.)
- محادثة نصية - للحصول على جلسات أسئلة وأجوبة مباشرة، تقتصر على الأشخاص المتصلين بالاجتماع. قد تكون الدردشة النصية عامة (يتم تكرارها لجميع المشاركين) أو خاصة (بين مشاركين).
- استطلاعات الرأي والدراسات الاستقصائية (تسمح للمقدم بإجراء أسئلة بإجابات متعددة الخيارات موجهة إلى الجمهور)
- مشاركة الشاشة / مشاركة سطح المكتب / مشاركة التطبيق (حيث يمكن للمشاركين عرض أي شيء عرضه مقدم العرض حاليًا على شاشتهم. تسمح بعض تطبيقات مشاركة الشاشة بالتحكم في سطح المكتب عن بُعد، مما يسمح للمشاركين بمعالجة شاشة مقدمي العروض، على الرغم من عدم استخدام هذا على نطاق واسع.)

## المعايير
تقنيات المؤتمرات عبر الإنترنت ليست موحدة، مما قلل من إمكانية التشغيل البيني والشفافية وزيادة الاعتماد على النظام الأساسي، وقضايا الأمن، والتكلفة وتجزئة السوق. في عام 2003، أنشأ IETF مجموعة عمل لوضع معيار لعقد المؤتمرات على شبكة الإنترنت، يسمى «المؤتمرات المركزية (xcon)». تشمل النواتج المخططة لـ xcon:
- بروتوكول التحكم في الطابق الثنائي. تم نشر بروتوكول التحكم في الطابق الثنائي (BFCP) [7] كـ RFC 4582
- آلية لعضوية ومراقبة إذن
- آلية لمعالجة ووصف «المزيج» أو «الطوبولوجيا» للوسائط لأنواع الوسائط المتعددة (الصوت والفيديو والنص)
- آلية للإبلاغ عن الأحداث / التغييرات المتعلقة بالمؤتمر (على سبيل المثال تغيير الكلمة)

### نماذج النشر
يتوفر عقد المؤتمرات عبر الويب مع ثلاثة طرز: خدمة الاستضافة والبرامج والأجهزة.

## مزودي البرمجيات والخدمات
البائعين البارزين تشمل: 
- نظام الاتصال 3CX: owner of 3cx.com, 3CX WebMeeting
- ACT Conferencing
- أدوبي أكروبات كونكت
- AnyMeeting
- Apache OpenMeetings
- إيه تي آند تي
- BigBlueButton
- BigMarker
- بلاك بورد: owner of Elluminate, Wimba
- Blue Jeans Network
- BrightTALK
- ويب اكس
- Davinci Meeting Rooms
- Dimdim closed to new registration as of January 6, 2011
- Elluminate
- Epiphan Systems
- Fuze Meeting
- Genesys Meeting Center
- Glance
- IBM Sametime and IBM LotusLive
- iMeet by PGi
- InterCall
- Livestorm
- LogMeIn: provider of join.me, Netviewer, GoToMeeting, GoToWebinar and GoToTraining
- LoopUp
- Microsoft Lync Server
- Mikogo
- Nefsis
- Netviewer
- OmNovia Technologies
- ON24
- ooVoo
- Oracle Beehive
- PGi
- PowWow365
- ShowDocument
- سكايب
- Starlight Networks StarLive
- TalkPoint
- تيم فيوار
- TimeBridge
- TrueConf
- VenueGen
- VIA3
- Voxeet
- VSee
- WizIQ
- Yuuguu
- مؤسسة زوهو
- Zoom